# Coppa Intercontinentale 2024 (India)
La Coppa Intercontinentale 2024, nota come 2024 Hero Intercontinental Cup per ragioni di sponsorizzazione, è un torneo calcistico a carattere amichevole tenutosi a Hyderabad, in India, dal 3 al 9 settembre 2024, con la partecipazione di tre nazionali di calcio.

## Squadre partecipanti
Al torneo hanno partecipato quattro nazionali, così classificate nel ranking FIFA il 18 luglio 2024:
- Siria (93º posto)
- India (124°)
- Mauritius (179°)

## Stadio
Tutti gli incontri sono giocati al GMC Balayogi Stadium di Hyderabad.
| Hyderabad            |           |
| GMC Balayogi Stadium |           |
| Capacità: 30 000     |           |
|                      | Hyderabad |

## Formula
Il torneo è disputato con la formula del girone all'italiana.

## Classifica
| Pos. | Squadra   | Pt | G | V | N | P | GF | GS | DR |
| ---- | --------- | -- | - | - | - | - | -- | -- | -- |
| 1.   | Siria     | 6  | 2 | 2 | 0 | 0 | 5  | 0  | +5 |
| 2.   | Mauritius | 1  | 2 | 0 | 1 | 1 | 0  | 2  | -2 |
| 3.   | India     | 1  | 2 | 0 | 1 | 1 | 0  | 3  | -3 |

### Risultati
| Hyderabad 3 settembre 2024, ore 16:00 UTC+5:30 1ª giornata | India         | 0 – 0 referto | Mauritius | GMC Balayogi Stadium (16 000 spett.)\| Arbitro: \| Javiz Mohamed \| |
| Arbitro:                                                   | Javiz Mohamed |               |           |                                                                     |

| Arbitro: | Harish Kundu |

|  |           |                                                 |
|  | Marcatori | 32’ (A.g.) Brandon Citorah 70’ Mahmoud Al-Mawas |

| Hyderabad 9 settembre 2024, ore 12:00 UTC+5:30 3ª giornata                                   | India     | 0 – 3 referto                                              | Siria | GMC Balayogi Stadium |
| \| \| \| \| \| \| Marcatori \| 7’ Mahmoud Al Aswad 77’ Daleho Irandust 90+6’ Pablo Sabbag \| |           |                                                            |       |                      |
|                                                                                              |           |                                                            |       |                      |
|                                                                                              | Marcatori | 7’ Mahmoud Al Aswad 77’ Daleho Irandust 90+6’ Pablo Sabbag |       |                      |